# Bão Phanfone (2014)
Bão Phanfone, được biết với tên là Bão Neneng ở Philippines, là một cơn xoáy thuận nhiệt đới mạnh ảnh hưởng Nhật Bản vào đầu tháng 10 năm 2014. Nó là cơn bão thứ 18 và cơn cuồng phong (typhoon) thứ 8 thuộc mùa bão Tây Bắc Thái Bình Dương 2014.

## Cấp bão
Cấp bão (Việt Nam): Cấp 14 ~ cấp 15 - Bão cuồng phong.
Cấp bão (Nhật Bản): 95 hải lý/giờ- Bão cuồng phong; Áp suất: 935 mbar (hPa).
Cấp bão (Hoa Kỳ): 130 hải lý/giờ - Siêu bão cấp 4.

## Lịch sử khí tượng
Vào ngày 26 tháng 9, một khu vực lớn đối lưu vẫn tồn tại ở phía tây của Đường dữ liệu quốc tế.Đồng thời, JTWC đã phân loại nó như một sự xáo trộn nhiệt đới. JMA đã phân loại nó thành áp thấp nhiệt đới vào ngày 28 tháng 9, trong khi JTWC chỉ định nó là 18W vào ngày hôm sau. Vào ngày 29 tháng 9, 18W đã tăng cường vào cơn bão nhiệt đới Phanfone, do điều kiện rất thuận lợi và giông bão dữ dội với sự đối lưu bao quanh tâm bão. Do những yếu tố này, Phanfone tiếp tục hiển thị các dấu hiệu tăng cường vào cuối ngày hôm đó. Phanfone đã mạnh lên thành một cơn bão tối thiểu vào cuối ngày 30 tháng 9. Nhưng do nhiệt độ mặt nước biển ấm áp và môi trường rất thuận lợi, Phanfone đã trải qua quá trình giảm sâu nhanh chóng vào ngày 1 tháng 10. Ngày hôm sau, Phanfone mạnh lên thành bão số 4. Tuy nhiên, cơn bão sau đó suy yếu thành loại 3. Điều này là do mắt của nó thay thế cái cũ và trải qua một chu kỳ thay thế mắt nhỏ, mặc dù JTWC đã nâng cấp Phanfone lên loại 4 một lần nữa vào cuối ngày 3 tháng 10. Thời gian, Phanfone tham gia cải cách hành chính, với PAGASA gán tên Neneng, mặc dù cơn bão đã thoát khỏi lưu vực vài giờ sau đó. Vào ngày 4 tháng 10, Phanfone đạt đến cường độ cực đại, với JTWC phân loại nó là siêu bão. Sau khi nó ảnh hưởng đến Nhật Bản, JTWC đã đưa ra lời khuyên cuối cùng về hệ thống này, vì nó đã theo dõi không thường xuyên và cực kỳ bị ảnh hưởng bởi một cơn gió mạnh dọc.